# 1599
1599 (MDXCIX) a fost un an comun al calendarului gregorian, care a început într-o zi de vineri.

## Evenimente
- 18 octombrie: Mihai Viteazul îl învinge pe Andrei Bathory la Șelimbăr.
- 1 noiembrie: Mihai Viteazul este recunoscut ca locțiitor al împăratului în Transilvania și se intitulează Domn al Țării Românești și al Ardealului.

## Nașteri
- 22 martie: Van Dyck (n. Antoon Van Dyck), pictor flamand (d. 1641)
- 25 aprilie: Oliver Cromwell, lider militar englez (d. 1658)
- 6 iunie: Velazquez (n. Diego Rodriguez de Silva), pictor spaniol (d. 1660)
- 11 noiembrie: Maria Eleonora de Brandenburg, soția regelui Gustavus Adolphus al Suediei (d. 1655)

## Decese
- 13 ianuarie: Edmund Spenser  (n. 1552)
- 10 aprilie: Gabrielle d'Estrées  (n. 1573)
- 22 august: Luca Marenzio compozitor italian (n. 1553)
- 31 octombrie: Andrei Báthory  (n. 1563)
- dată necunoscută: Menocchio  (n. 1532)
- dată necunoscută: Mihail Rogoza mitropolit de Kiev (n. 1540)
- 29 iunie: Caterina Renata de Austria Arhiducesă a Austriei (n. 1576)
- 8 ianuarie: Ioachim Bielski istoric polonez (n. 1540)
- 28 octombrie: Petru Racz  (n. ?)